# Carlo Borzone
Carlo Borzone (né à une date inconnue à Gênes en Ligurie et mort en 1657 dans cette même ville) est un peintre italien baroque de l'école génoise au XVIIe siècle.

## Biographie
Carlo Borzone était un peintre italien de la période baroque, fils de Luciano Borzone (1590 - 1645) et le frère de Francesco Maria Borzone (1625 - 1679) et de Giovanni Battista Borzone  (mort de la peste en 1657), également peintres.

## Œuvres